# Universidad Pontificia

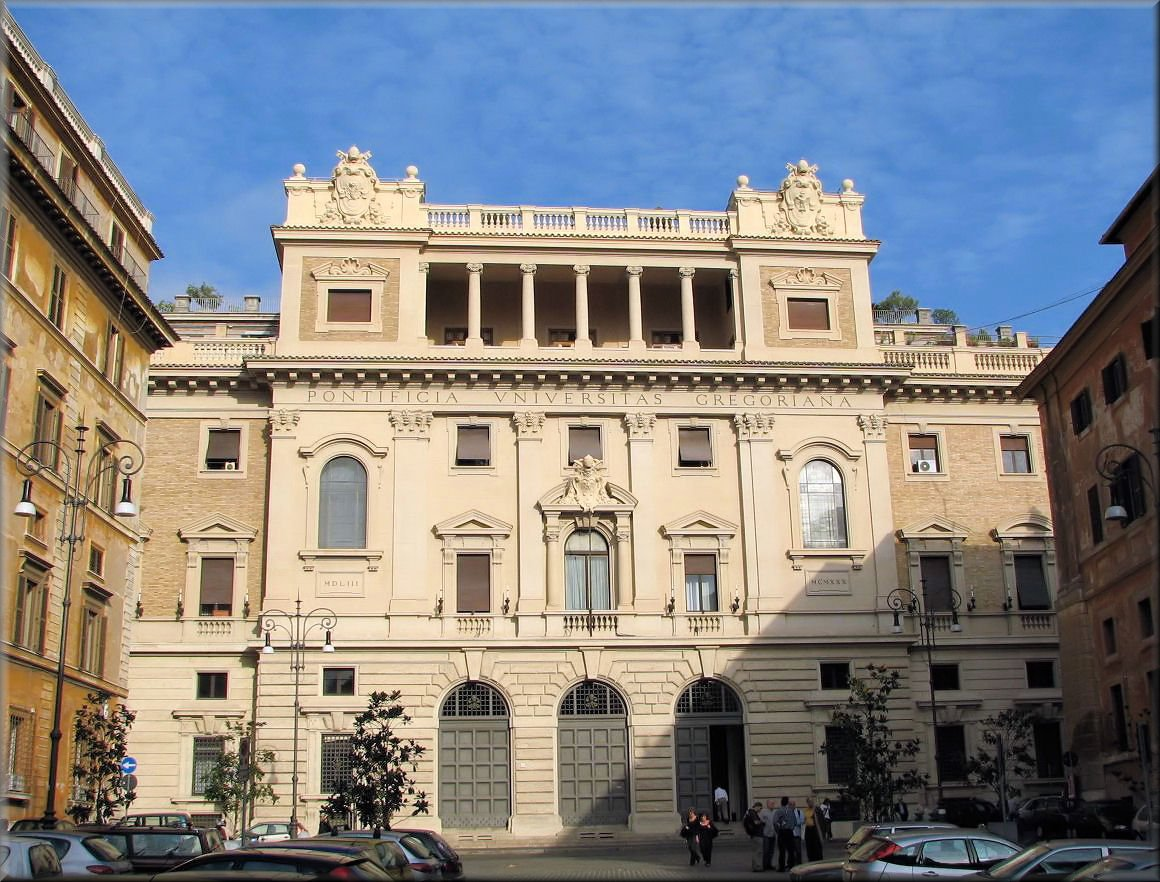
Pontificia Universidad Gregoriana, en Roma.

Una universidad pontificia o pontificia universidad es una universidad eclesiástica establecida o aprobada directamente por la Santa Sede, compuesta por tres facultades eclesiásticas principales (Teología, Filosofía y Derecho Canónico) y al menos otra facultad. Estos institutos académicos se ocupan específicamente de la revelación cristiana y disciplinas afines, así como de la misión de la Iglesia de difundir el Evangelio, proclamada en la constitución apostólica Sapientia christiana. A partir de 2018, se rigen por la constitución apostólica Veritatis gaudium publicada por el papa Francisco el 8 de diciembre de 2017.
Las universidades pontificias siguen un sistema europeo de cómputo de horas de estudio, concediendo el bachillerato, la licenciatura y el doctorado eclesiástico. Estos títulos eclesiásticos son requisitos indispensables para acceder a determinados cargos en la Iglesia católica, sobre todo si se tiene en cuenta que los candidatos a obispos se seleccionan principalmente entre sacerdotes doctores en Sagrada Teología (S.T.D.) o en Derecho Canónico (J.C.D.) y que los jueces eclesiásticos y los abogados canónicos deben poseer al menos la Licenciatura en Derecho Canónico (J.C.L.).
En comparación con las universidades seculares, que son instituciones académicas para el estudio y la enseñanza de una amplia gama de disciplinas, las universidades eclesiásticas o pontificias están «normalmente compuestas por tres facultades eclesiásticas principales: Teología, Filosofía y Derecho Canónico, y al menos otra facultad. Una universidad pontificia se ocupa específicamente de la revelación cristiana y de disciplinas correlativas a la misión evangélica de la Iglesia, tal como se establece en la constitución apostólica Sapientia christiana».

## Lista de universidades pontificias
Argentina

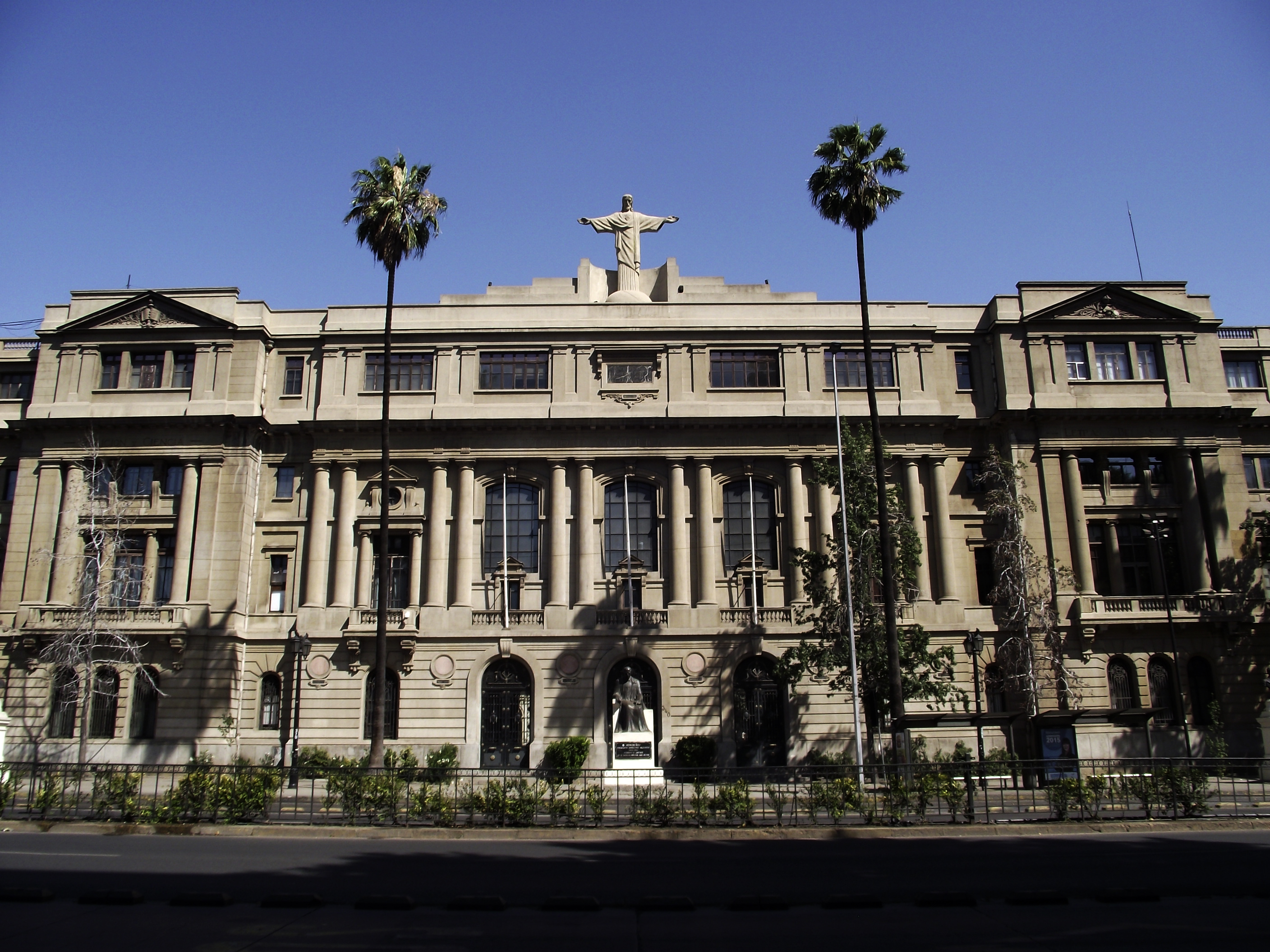
Casa Central de la Pontificia Universidad Católica de Chile.

- Pontificia Universidad Católica Argentina

Bélgica
- Universidad Católica de Lovaina (valona)
- U. C. de Lovaina (flamenca)

Bolivia

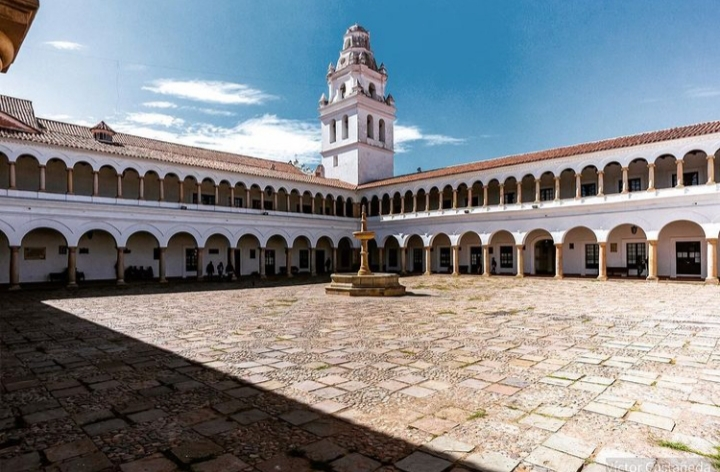
Patio histórico de la Universidad Mayor Real y Pontificia San Francisco Xavier de Chuquisaca en Sucre, Bolivia.

- Patio histórico de la Universidad Mayor Real y Pontificia San Francisco Xavier de Chuquisaca en Sucre, Bolivia.Universidad Mayor Real y Pontificia San Francisco Xavier de Chuquisaca

Brasil
- Pontifícia Universidade Católica de Campinas
- Pontifícia Universidade Católica de Goiás
- Pontifícia Universidade Católica de Minas Gerais
- Pontifícia Universidade Católica de São Paulo
- Pontifícia Universidade Católica do Paraná
- Pontifícia Universidade Católica do Rio de Janeiro
- Pontifícia Universidade Católica do Rio Grande do Sul
- Universidade Católica Dom Bosco
- Universidade Católica de Petrópolis
- Universidade Católica Rainha do Sertão
- Pontifícia Faculdade de Teologia Nossa Senhora da Assunção
- Universidade Católica do Salvador
- Universidade Católica de Santos
- Universidade Católica de Brasília
- Universidade Católica de Pernambuco
- Faculdade Católica do Tocantins
- Universidade Católica de Pelotas
- Universidade do Vale dos Sinos

Canadá
- Saint Paul University

Chile
- Pontificia Universidad Católica de Chile
- Pontificia Universidad Católica de Valparaíso

Colombia
- Pontificia Universidad Javeriana
- Universidad Pontificia Bolivariana

Costa Rica
Universidad Católica de Costa Rica
Ecuador
- Pontificia Universidad Católica del Ecuador

España
- Universidad Pontificia Comillas
- Universidad Pontificia de Salamanca

Estados Unidos
- Universidad Católica de América

Filipinas
- Pontificia y Real Universidad de Santo Tomás, Universidad Católica de Filipinas

Guatemala
- Universidad de San Carlos de Guatemala

Italia
- La Universidad Pontificia de Santo Tomás de Aquino (Angelicum), Roma (Italia).Pontificia Universidad Antonianum
- Pontificia Universidad Gregoriana

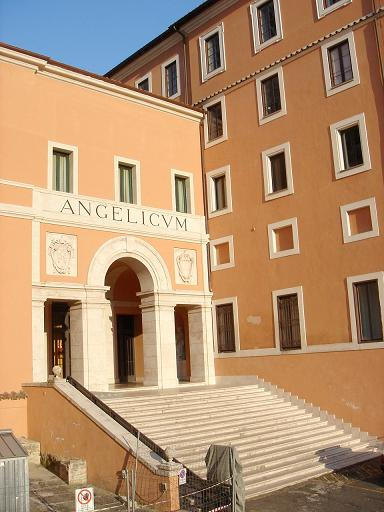
La Universidad Pontificia de Santo Tomás de Aquino (Angelicum), Roma (Italia).

- Pontificia Universidad Lateranense (conocido como Lateranum)
- Pontificia Universidad Salesiana
- Pontificia Universidad de la Santa Cruz
- Pontificia Universidad de Santo Tomás de Aquino (conocida como Angelicum)
- Pontificia Universidad Urbaniana
- Pontificio Ateneo Regina Apostolorum
- Pontificio Ateneo de San Anselmo (conocido como Anselmianum)
- Pontificio Instituto «Juan Pablo II» para Estudios sobre el Matrimonio y la Familia
- Pontificio Instituto de Arqueología Cristiana
- Pontificio Instituto de Estudios Árabes e Islámicos
- Pontificio Instituto de Música Sacra
- Pontificio Instituto Ambrosiano de Música Sacra
- Pontificia Facultad de Ciencias de la Educación (conocida como Auxilium)
- Pontificia Facultad de Teología Marianum
- Pontificia Facultad de Teología de San Buenaventura (conocido como Seraficum)
- Pontificia Facultad de Teología Teresianum
- Pontificio Instituto Bíblico [anexado a la Gregoriana]
- Pontificio Instituto Litúrgico [anexado a la Gregoriana]
- Pontificio Instituto Oriental [anexado al Anselmianum]
- Pontificio Instituto Teresiano de Espiritualidad [anexado al Teresianum]
- Pontificio Instituto Pastoral Redemptor Hominis [anexado al Lateranum]
- Pontificio Instituto Superior de Latinidad [anexado a la Salesiana]
- Pontificio Instituto de Utriusque Iuris [anexado al Lateranum]
- Instituto Patrístico Augustinianum [anexado al Lateranum]
- Instituto Superior de Teología Moral (conocido como La Academia Alfonsiana) [anexado al Lateranum]
- Instituto de Teología de la Vida Consagrada Claretianum [anexado al Lateranum]
- Instituto Franciscano de Espiritualidad [anexado al Antonianum]
- Instituto Internacional Escalabriniano para la Migración [anexado a la Urbaniana]
- Instituto Internacional de Teología Pastoral Sanitaria (conocido como Camillianum) [anexado al Lateranum]

Irlanda
- Universidad Pontificia de Maynooth

México
- Real y Pontificia Universidad de México
- Universidad Pontificia de México

Panamá
- Universidad Católica Santa María La Antigua

Paraguay
- Universidad Católica Nuestra Señora de la Asunción

Perú
- Facultad de Teología Pontificia y Civil de Lima - Universidad Católica San José
- Pontificia Universidad Católica del Perú

Polonia
- Pontificia Universidad Juan Pablo II
- Academia Pontificia de Teología de Cracovia
- Facultad Pontificia de Teología en Varsovia

Puerto Rico
- Pontificia Universidad Católica de Puerto Rico

República Dominicana
- Pontificia Universidad Católica Madre y Maestra